# Kropyvnytskyj
Kropyvnytskyj (ukrainska: Кропивницький uttal (fil)), tidigare kallat Jelizavetgrad och Kirovohrad, är en stad i centrala Ukraina. Den är huvudort i Kirovohrad oblast och hade 234 919 invånare i början av 2012.

## Historia
Kropyvnytskyj anlades 1754 som gränsfästning med namnet Jelizavetgrad efter Elisabet av Ryssland, men av fästningsverken finns nu blott rester. Den ockuperades av Tyskland under första och andra världskriget och led då stora skador. Kropyvnytskyj var under 1900-talet känd för sin maskinfabrik för tillverkning av skörde- och tröskmaskiner, tobaks- och kvarnindustri.
1924 döptes staden om till Zinovjevsk efter bolsjevikledaren Grigorij Zinovjev. Efter mordet på Sergej Kirov 1934 fick staden namnet Kirovo, som 1939 ändrades till Kirovograd och  2016 till Kropyvnytskyj.